# Хромат калію
Хромат калію — неорганічна сполука, сіль металу калію та хромової кислоти з формулою {\displaystyle {\ce {K2CrO4}}}, жовті кристали, розчинні у воді, забарвлює розчин, як і багато інших хроматів, у жовтий колір.

## Структура
У природі зустрічається рідкісний мінерал тарапакаїт – хромат калію з домішками. Відомі дві кристалічні форми, обидві дуже схожі на відповідний сульфат калію. Орторомбічний β-K2CrO4 є звичайною формою, але він перетворюється на α-форму вище 66 °C.  Ці структури є складними, хоча хромат-іон приймає типову тетраедричну геометрію. 

Будова β-K2CrO4
Координаційна сфера одного з двох типів сайту K+
Оточення навколо тетраедричного центру CrO42− в β-K2CrO4

## Отримання
Дія концентрованого розчину гідроксиду калію на дихромат калію:
{\displaystyle {\ce {K2Cr2O7 + 2KOH -> 2K2CrO4 + H2O}}}
Розчинення оксиду хрому(VI) у гідроксиду калію:
{\displaystyle {\ce {2KOH + CrO3 -> 2K2CrO4 + H2O}}}
Розкладання дихромату калію при нагріванні:
{\displaystyle {\ce {4K2Cr2O7 ->[{500-600 °C}] 4K2CrO4 + 2Cr2O3 + 3O2}}}
Окислення оксиду хрому(III) хлоратом калію:
{\displaystyle {\ce {Cr2O3 + KClO3 + 2K2CO3 ->[{500-700 °C}] 2K2CrO4 + KCl + 2CO2}}}

## Хімічні властивості
У розведених кислотах перетворюється на дихромат калію:
{\displaystyle {\ce {2K2CrO4 + 2HCl -> K2Cr2O7 + 2KCl + H2O}}}
З концентрованими кислотами реакція йде інакше:
{\displaystyle {\ce {K2CrO4 + 2HCl -> K[Cr(Cl)O3] + KCl + H2O}}}
З концентрованими гарячими кислотами виявляються окислювальні властивості:
{\displaystyle {\ce {2K2CrO4 + 16HCl ->[{90 °C}] 2CrCl3 + 3Cl2 ^ + 4KCl + 8H2O}}}
Вступає в обмінні реакції:
{\displaystyle {\ce {K2CrO4 + 2AgNO3 -> Ag2CrO4 v + 2KNO3}}}
{\displaystyle {\ce {K2CrO4 + 2HgNO3 -> Hg2CrO4 v + 2KNO3}}}

## Застосування
- Як поглинач УФ випромінювання лампи накачування у твердотільних лазерах для запобігання деградації активного середовища.
- Як протрава під час фарбування тканин.
- Фарбування скла у жовтий колір.
- Дубильна речовина у шкіряній промисловості.
- Вибілювач для олії та воску.
- Окисник в органічному синтезі.
- Хромат калію використовується як хімічний стандарт для калібрування калориметрів за температурою та тепломісткістю.

## Токсичність
Як і багато інших сполук шестивалентного хрому, хромат калію є канцерогенним. Сполука також є корозійною, і вплив може спричинити серйозне пошкодження очей або сліпоту.  Вплив на людину також охоплює порушення фертильності, спадкові генетичні пошкодження та шкоду ненародженим дітям.